# Tupqaraghan Aūdany
Tupqaraghan Aūdany är ett distrikt i Kazakstan. Det ligger i oblystet Mangghystau, i den västra delen av landet, 1 700 km sydväst om huvudstaden Astana.